# Thornton, Colorado
City of Thornton, ofta bara kallad Thornton, är en stad i Colorado, USA. Den ligger inom Adams County samt Weld County och är en förort till Denvers storstadsområde. United States Census Bureau uppskattar att befolkningen var 113 429 år 2008.
Thornton är den sjätte största staden i delstaten Colorado och den 220:e största staden i USA.

## Historia
Thornton bestod uteslutande av jordbruksland fram till 1952 när Sam Hoffman köpte land vid Washington Street ungefär 10 km norr om Denver. Staden han ritade upp var den första fullt planerade samhället i Adams County och det första att erbjuda fullständiga samhällstjänster från skatteinkomsterna, inklusive rekreationsområden och sophämtning. Thornton namngavs efter Colorado-guvernören Dan Thornton.
Thornton Community Association (TCA) bildades 1954 för att underlätta det nya samhällets utveckling. Mot slutet av 1955 hade Thornton 5 500 invånare i över 1 200 hem. TCA var av avgörande betydelse när Thornton 1956 fick status som stad. Oyer G. Leary blev vald till första borgmästare.

## Klimat
|                                            | Jan  | Feb  | Mar  | Apr  | Maj  | Jun  | Jul  | Aug  | Sep  | Okt  | Nov  | Dec  |
| ------------------------------------------ | ---- | ---- | ---- | ---- | ---- | ---- | ---- | ---- | ---- | ---- | ---- | ---- |
| Normaldygnets maximitemperaturs medelvärde | 6    | 8    | 12   | 16   | 21   | 27   | 31   | 29   | 25   | 18   | 11   | 7    |
| Normaldygnets minimitemperaturs medelvärde | −7   | −5   | −2   | 3    | 8    | 13   | 16   | 15   | 10   | 3    | −3   | −7   |
|                                            |      |      |      |      |      |      |      |      |      |      |      |      |
| Nederbörd                                  | 18,2 | 18,6 | 48,1 | 63,9 | 69,1 | 42,4 | 41,1 | 43,1 | 35,7 | 30,8 | 28,0 | 23,9 |

| Diagram | temperaturer i °C • månadsnederbörd i mm • Källa: | temperaturer i °C • månadsnederbörd i mm • Källa: | temperaturer i °C • månadsnederbörd i mm • Källa: | temperaturer i °C • månadsnederbörd i mm • Källa: | temperaturer i °C • månadsnederbörd i mm • Källa: | temperaturer i °C • månadsnederbörd i mm • Källa: | temperaturer i °C • månadsnederbörd i mm • Källa: | temperaturer i °C • månadsnederbörd i mm • Källa: | temperaturer i °C • månadsnederbörd i mm • Källa: | temperaturer i °C • månadsnederbörd i mm • Källa: | temperaturer i °C • månadsnederbörd i mm • Källa: | temperaturer i °C • månadsnederbörd i mm • Källa: |
|         | 18 6 -7                                           | 19 8 -5                                           | 48 12 -2                                          | 64 16 3                                           | 69 21 8                                           | 42 27 13                                          | 41 31 16                                          | 43 29 15                                          | 36 25 10                                          | 31 18 3                                           | 28 11 -3                                          | 24 7 -7                                           |